# Мартиросян, Станислав Александрович
Станислав Александрович Мартиросян (арм. Ստանիսլավ Ալեքսանդրի Մարտիրոսյան, 26 мая 1938, Алма-Ата — 26 марта 1987, Верхняя Пышма) — советский учитель-дефектолог, тифлопедагог, директор Верхнепышминской школы-интерната (1968—1987). Отличник народного просвещения РСФСР (1973). Заслуженный учитель школы РСФСР (1983). Отмечен ЮНЕСКО юбилейной медалью Луи Брайля (1978).

## Биография
Родился 26 мая 1938 года в Алма-Ате. Во время Великой Отечественной войны семья жила в Армении, затем переехала в Ворошиловград.
После окончания школы работал на тепловозостроительном заводе.
В 1956 году поступил на дефектологический факультет ЛГПИ им. Герцена, который окончил в 1961 году, получив специальность педагог-дефектолог русского языка и литературы.
Переехав из Ленинграда в Верхнюю Пышму, начал работать в школе для слепых детей учителем младших классов, а позже вёл уроки обществоведения для старшеклассников, был заместителем директора по воспитательной работе.
В 1966 году окончил вечерний университет марксизма-ленинизма при Свердловском горгоме КПСС.
В 1968 году назначен директором школы.
Им были созданы разновозрастные отряды по системе Макаренко. В 1969 году было принято решение организовать предприятие на базе школьных мастерских, на котором стали производить картонные коробки и жестяные банки. Производство функционировало в школе более 25 лет. На что тратить заработанные деньги, решал главный орган школьного самоуправления — Совет Командиров: покупали туристические путёвки для лучших учеников, наглядные пособия и дорогостоящую аппаратуру. Школа награждена Медалью Фонда Мира за внесённые средства, которые школьники заработали на комсомольском предприятии.
По инициативе Мартиросяна в школе были открыты профильные классы, введена кабинетная система, расширился медицинский блок. В 1972 году было завершено строительство четырёхэтажного здания интерната, а в 1976 году — киноконцертного зала «Мечта» и новой столовой. Высоких результатов добивались спортсмены школы, развивалась художественная самодеятельность.
В 1978 году как лучший директор школ для слепых и слабовидящих детей представлял СССР во Франции на форуме, организованным ЮНЕСКО при ООН, с докладом на тему: «Социальная реабилитация и социальная адаптация слепых детей в СССР». Там ему была вручена большая юбилейная медаль Луи Брайля.
В 1986 году опыт работы его комсомольской организации был рассмотрен на заседании «Круглого стола» ЦК ВЛКСМ. Школа стала опорной школой НИИ дефектологии АПН РСФСР, базовым центром для проведения практики студентов — дефектологов ЛГПИ им. Герцена.
Скоропостижно скончался 26 марта 1987 года после инсульта. Похоронен на Верхнепышминском (Александровском) кладбище.
Был женат. Супруга — Татьяна, есть дочь Ирина.

## Память
В 2003 году его имя было присвоено ГКОУ СО «Верхнепышминской школе-интернату».
В июне 2018 года вышла в свет книга, посвященная С. А. Мартиросяну, «Школа твоего имени».

## Награды и звания
- Медаль «За доблестный труд. В ознаменование 100-летия со дня рождения В. И. Ленина» (1970).
- Знак «Отличник народного просвещения РСФСР» (1973).
- Юбилейная медаль Луи Брайля (1978).
- Почётное звание «Заслуженный учитель школы РСФСР» (1983).

## Интересный факт
Любимым стихотворением Станислава Александровича было «Приподнимайте потолки!» Якова Белинского, о нём он писал: «Если бы все это стихотворение поняли — половина проблем в тифлопедагогике была бы решена».